# Carl With-Seidelin
Carl Ludvig With-Seidelin, født With (født 27. oktober 1850 i Haderslev, død 18. juli 1924 i Hornbæk) var en dansk søofficer og militærhistoriker.

## Karriere
With var søn af herredsfoged i Gram Herred, senere prokurator, slutteligt overretssagfører i København Mouritz Peter With (1814-1883) og Louise Binzer (1815-1882). With blev kadet 1864, sekondløjtnant 1870, premierløjtnant 1872, kaptajn 1885 og kommandør 1898.
1869-70 var han med fregatten Sjælland på togt i Middelhavet, hvor dette skib repræsenterede Danmark ved Suezkanalens åbningsfest i Port Said 17. november 1869. 1871-72 deltog With i fregatten Jyllands tur til Vestindien, 1872-74 gennemgik han Hærens Officersskoles ældste klasses artilleriafdeling, 1874 var han med Jylland på kongerejsen til Island, 1880-81 igen med Jylland til Vestindien og var 1882 næstkommanderende på skonnerten Diana til Island. 1887-91 gjorde With tjeneste som undertøjmester ved Artillerikorpset, og i denne egenskab var han 1887 og 1891 med panserskibet Tordenskjold i eskadre samt 1889, 1890 og 1891 chef for skonnerten Absalon på skydeskole.
1892 og 1893 var With chef for kanonbåden Falster med maskinskolens elever, 1894 næstkommanderende i panserskibet Helgoland i eskadre, 1895 fører af skoleskibet Georg Stage, 1896 chef for kadetskibet, korvetten  Dagmar, 1897-98 chef for vagtskibet Sjælland ved København samt 1900 for panserskibet Odin. 1903 tog With sin afsked fra Marinen.
With blev Ridder af Dannebrog 20. februar 1890 og Dannebrogsmand 15. februar 1899. Han bar også en række andre ordener.

## Militærhistorisk og politisk virksomhed
C.L. With var en produktiv oversætter og militærhistoriker med et patriotisk sindelag. Han var sønderjyde og ivrig forsvarsven, og With var formand for Danmarks-Samfundet 1913-18. I den store forsvarsdebat i slutningen af 1800-tallet hørte han til de sjældne tilhængere blandt søofficerer af Københavns Landbefæstning. With var 1900 aktiv for at bygge bro mellem officerer og højskolefolk, men formåede ikke at gøre flådens andre officerer interesserede i udvekslingen.
Som oversætter stod han bl.a. for fordanskningen af Mark Twains bøger, men With havde især betydning gennem sine marinehistoriske arbejder, bl.a. en bog om Lorentz Henrik Fiskers Liv og Levned (1891). Han var medarbejder ved Salmonsens Konversationsleksikon, Dansk Biografisk Leksikon (1. udgave) og Generalstabens værk Bidrag til den store nordiske Krigs Historie (I-X, 1899-1934).
With ejede en tid den senklassicistiske Mørkhøjgård i Gladsaxe, en af landsbyen Mørkhøjs fineste gårde, fredet 1950.

## Familie
With blev gift 9. juni 1877 i Holmens Kirke med Marie Elisabeth Brinck-Seidelin (28. april 1852 på Vemmetofte – 11. juni 1926 i København), datter af fideikommisbesidder Hans Diderik Brinck-Seidelin (1821-1902) og Charlotte Sophie Christiane Hertel (1823-1888). I 1904 føjede han hustruens navn til sit eget.
Han er begravet på Vestre Kirkegård.
Der findes et portrætmaleri af With udført 1897 af Brita Barnekow (familieeje). Desuden fotografi af Christian Neuhaus.